# Wolrad IV de Waldeck-Eisenberg
Wolrad IV de Waldeck-Eisenberg (en alemany Wolrad IV von Waldeck-Eisenberg) va néixer a Eisenberg el 7 de juliol de 1588 i va morir a Arolsen el 6 d'octubre de 1640. Era un noble alemany fill de Josies de Waldeck-Wildungen (1554-1588) i de Maria de Barby (1563-1619). Wolrad va ser el fundador de la nova línia de Waldeck-Eisenberg.
La política territorial del seu pare va portar un conflicte permanent amb el comtat de Hessen. El conflicte esclatà de nou amb la disputa de la ciutat de Korbach, el 1615. El landgravi Maurici I de Hessen-Kassel va envair el país, obligant Wolrad a buscar refugi en els Estats generals holandesos, sota la protecció de Maurici d'Orange-Nassau. El 1625 va establir-se al comtat de Pyrmont, anomenant-se ell mateix comte de Waldeck-Pyrmont. Durant la Guerra dels Trenta Anys va recuperar els seus dominis de Waldeck.

## Matrimoni i fills
El 8 de setembre de 1607 es va casar a Durlach amb Anna Maria de Baden-Durlach (1587-1649), filla del marquès Jacob III de Baden-Hochberg (1562-1590) i d'Elisabet de Pallent-Culemberg (1567-1620). El matrimoni va tenir deu fills:
- Maria Elisabet (1608-1643)
- Josies Floris (1612-1613)
- Felip Teodor (1614-1645), casat amb Maria Magdalena de Nassau-Siegen (1622-1647).
- Joan Lluís (1616-1638)
- Jordi Frederic (1620-1692), casat amb Elisabet Carlota de Nassau-Siegen (1626-1694).
- Jacob (1621-1645)
- Cristià, nascut i mort el 1623.
- Juliana, nascuda i morta el 1624.
- Wolrad (1625-1657)
- Carlota, nascuda i morta el 1629.